# Trikvetra

Flätad triquetra.

Trikvetra (ibland även triquetra) är ett ord som bildats av Latinets tri- ("tre") och quetrus ("hörnad"). Från början betydde ordet "triangel" men idag betecknar den en specifik symbol bildad av tre sammanflätande bågar, ibland kombinerad med en cirkel. Tecknet symboliserar evigheten genom den flätade formen och omsluter evighetens triangel i mitten.

## Geometri
Ur topologisk och knutteoretisk synvinkel är trikvetran en treklöverknut, den enklaste icke-triviala knuten. Man kan skapa den genom att förena de lösa ändarna i en överhandsknop. Den kan flätas på två olika sätt, högerhänt och vänsterhänt, och matematiskt är det fråga om två olika knutar som utgör varandras spegelbilder utan att vara isomorfa.

## Fornnordisk symbolik

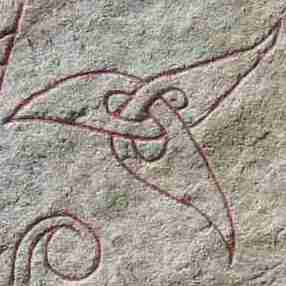
Närbild på en trikvetra på runsten U 937, i universitetsparken strax intill domkyrkan i Uppsala.

Trikvetror har hittats på flera runstenar och nordiska mynt. Symbolen hade troligtvis en religiös betydelse för vikingarna.
På grund av dess likheter med valknuten har det föreslagits att trikvetran liksom denna har varit en symbol för Oden.

## Kristen symbolik
Trikvetran är främst känd som en kristen symbol där den liksom till exempel triangeln och treklövern är en symbol för treenigheten (Fadern, Sonen och Den Helige Ande). Den är vanlig på keltiska kors och annan konst från den keltiska kyrkan. Symbolen kan ses som tre ihopflätade stiliserade fiskar, så kallade ICHTHYS-symboler. Ichthys är den äldsta symbolen för Jesus och kristendomen. Trikvetran har också likheter med flera andra kristna treenighetssymboler.

## Samtida användning

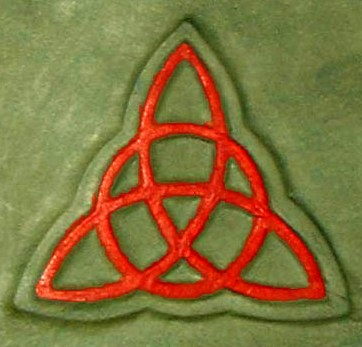
Inringad trikvetra från TV-serien Förhäxad.

### Nyhedendom
Olika nyhedniska grupper tar fasta på trikvetrans rotning i den nordiska och keltisk-druidiska religionen.
Trikvetran är en av wiccas heligaste symboler. Tecknet symboliserar gudinnans tre aspekter: Modern, Jungfrun och Den gamla. Wicca sätter en cirkel runt symbolen.

### Populärkultur
Symbolen har populariserats i och med att den finns på "Skuggornas bok" som används av systrarna i den amerikanska TV-serien Förhäxad. Trikvetran är logotyp för nu-metalbandet P.O.D. och finns på de flesta av bandets skivfodral. Det är också en av de fyra symbolerna på Led Zeppelin IV.

## Galleri av olika varianter

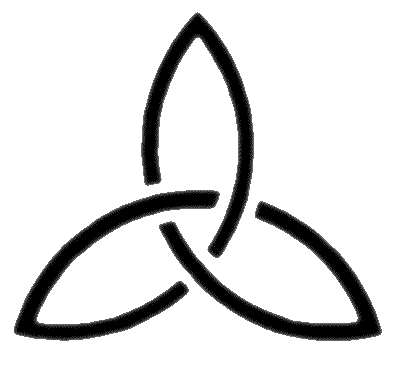
Flätad spetsig trikvetra
Den inringade versionen som används inom Wicca.
Trubbig trikvetra exakt bildad av tre överlappade Vesica piscis-symboler.
Blå trikvetra som en del av en dekorativ flätad symbol för den kristna treenigheten.
Hårt flätad trikvetra.
Dubbel flätad trikvetra.
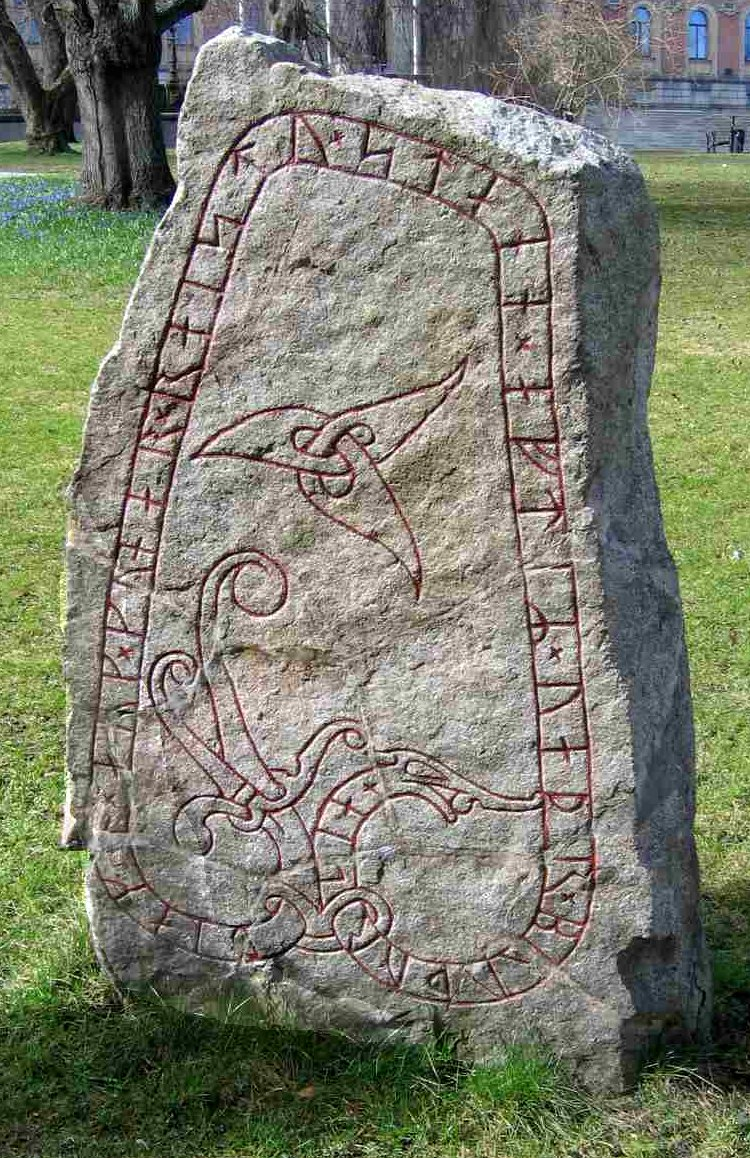
Trikvetra på U 937, en av runstenarna i Universitetsparken, Uppsala
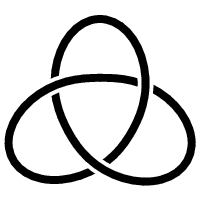
Högerhänt treklöverknut.
Valknuten som en trikvetra.